# Ministère de l'Armement et des Munitions du Reich
 (octobre 2019).
Si vous disposez d'ouvrages ou d'articles de référence ou si vous connaissez des sites web de qualité traitant du thème abordé ici, merci de compléter l'article en donnant les références utiles à sa vérifiabilité et en les liant à la section « Notes et références ».
Le ministère de l'Armement et des Munitions du Reich (Reichsministerium für Bewaffnung und Munition) était un ministère du Troisième Reich, créé le 17 mars 1940. Le nom et les attributions du ministère sont modifiées le 2 juin 1943 : il devient alors le ministère de la Défense et de la Production de guerre du Reich (Reichsministerium für Rüstung und Kriegsproduktion).

## Histoire
Du 17 mars 1940 au 8 février 1942, le ministre en poste est Fritz Todt ; mais il meurt dans un accident d'avion. Il est immédiatement remplacé par Albert Speer qui reste en poste jusqu'au 23 mai 1945, date de l'arrestation des membres du gouvernement de Flensbourg.

## Noms de code des unités de production
Pour protéger les unités stratégiques de production d'armement, notamment des bombardements alliés, le ministère de l'Armement et de la Production de guerre du Reich leur attribua des noms de code. Si les prénoms féminin ont beaucoup été utilisés, l'assignation du nom répondait généralement au schéma suivant :
- noms de pièces de monnaie pour les grottes et cavités naturelles ;
- noms d'animaux divers pour les anciennes mines ;
- noms de poissons et d'amphibiens pour les anciens tunnels ;
- noms géologiques ou symboles chimiques pour les nouveaux tunnels ;
- noms ornithologiques pour les tunnels et voies de circulation ;
- noms botaniques pour les anciens bâtiments et usines ;
- prénoms féminins pour les sous-sol profonds ;
- prénoms masculins pour les nouveaux bâtiments et usines.